# The Watchtower (Antarktika)
The Watchtower (englisch für Der Wachturm) ist ein 400 m hohes, steilwandiges und abgeflachtes Felsmassiv am südöstlichen Ausläufer der westantarktischen James-Ross-Insel.
Otto Nordenskjöld, Leiter der Schwedischen Antarktisexpedition (1901–1903), gab dem Massiv im März 1902 seinen deskriptiven Namen.